# Puente de Esepo
El puente de Esepo (en turco: Güvercin Köprüsü, "Puente de la Paloma") es un puente romano tardoantiguo que cruza el río Esepo (actual Gönen Çayı) en la antigua región de Misia al noroeste de Anatolia. Es conocido por su sistema de cámaras huecas, usado también en otros puentes de la región, como el puente de Makestos. Durante un estudio de campo llevado a cabo a inicios del XX se publicó que las cuatro bóvedas principales del puente estaban en estado de ruina, pero que las otras estructuras se mantenían prácticamente intactas.

## Contexto geográfico
El puente de Esepo está localizado en el noroeste de la actual Turquía, a ocho kilómetros al norte de Sariköy, a 5,6 km de la cuenca del Gönen Çayı en el mar de Mármara, ligeramente por encima del punto donde el estrecho valle del río se abre hacia la llanura del estuario y donde aparece un puente moderno que lleva a la carretera 200 a través del Gönen Çayı. El puente formaba parte de una calzada romana empedrada que en época imperial conectaba Misia con la ciudad costera de Cícico y que aún continuaba en uso durante el siglo XIX para viajar de Bandırma a Boghashehr.

## Historia
La primera investigación que se llevó a cabo sobre el puente de Espeo fue publicada por el anticuario británico Frederick William Hasluck en 1906. A través de una comparación de las estructuras con otros puentes de cámaras huecas en Misia, como el puente Blanco, el de Makestos y el de Constantino, dató las estructuras a inicios del siglo IV, por ser la época de reinado del emperador Constantino.
Según Galliazzo, el patrón característico de alternancia de sillares y ladrillos en el arco es una característica propia de construcciones bizantinas desde la segunda mitad del siglo V o la primera del siglo VI, durante el reinado de Justiniano. De acuerdo con este autor, tan solo los cimientos de los pilares y los contrafuertes con sus arcos menores son inequívocamente de origen romano.

## Estructura

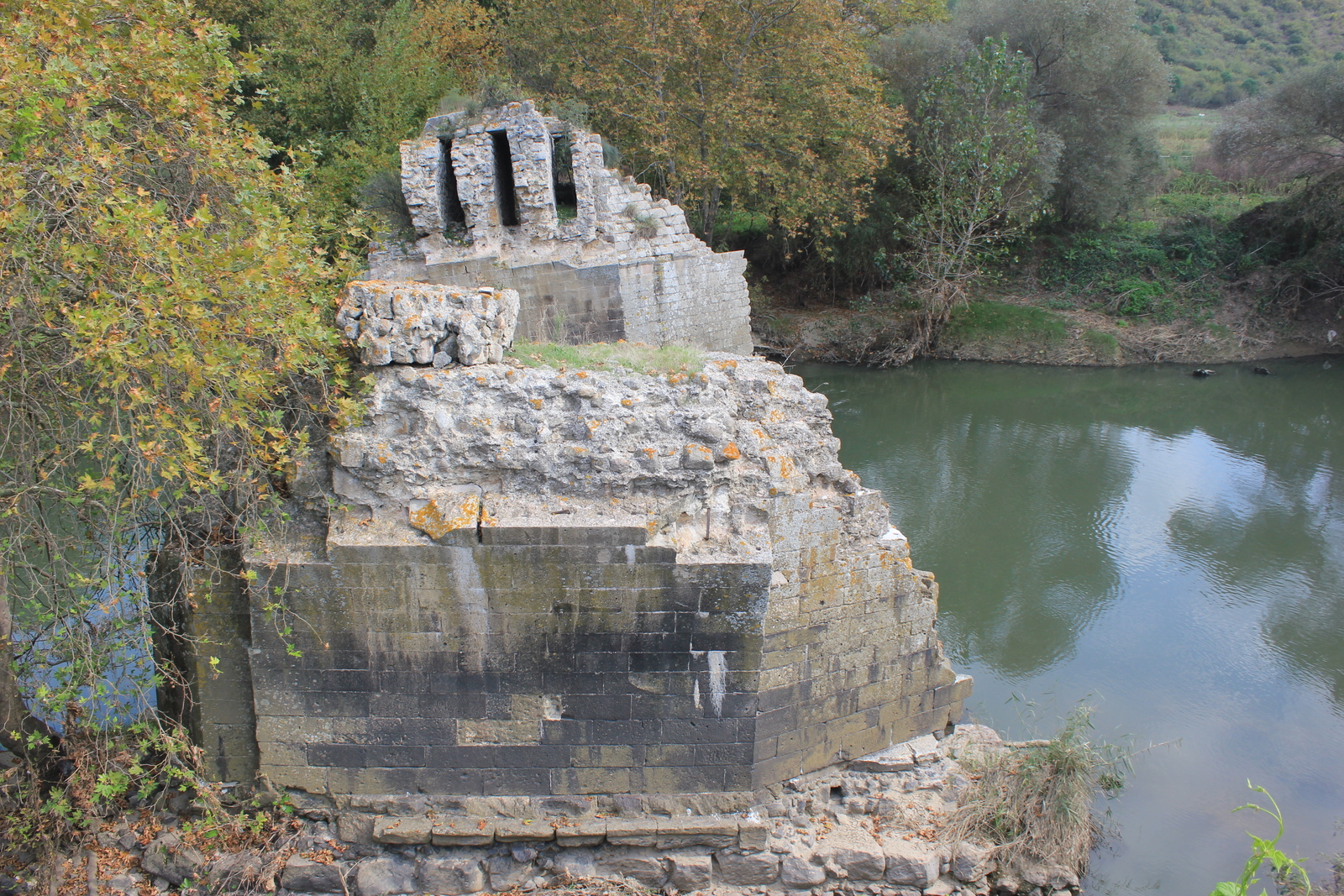
Cámaras huecas vistas desde el oeste.

Si bien los cuatro arcos principales se habían derrumbado en el momento de la visita de Hasluck, ambas rampas y casi todos los pilares del puente se conservaban todavía en su altura máxima. Solo el tercer pilar de la zona occidental había desaparecido por completo. La parte superior expuesta de los pilares mostraba cuatro espacios huecos paralelos, en forma de ranuras, que recorrían toda la longitud de la estructura, que estaban destinados a reducir la carga en las bóvedas. Los propios pilares estaban protegidos en su lado aguas arriba y aguas abajo por grandes tajamares apuntados.
El puente mide 5,60 m de ancho y unos 158 m de largo. Hasluck registró los tramos del tercer y séptimo vano con una medida de 12,20 m cada uno. El paramento, incluidos los tajamares y las cámaras huecas, está formado por bloques de granito, mientras que el interior está relleno de material de construcción ligado con mortero de cal. El pavimento de la calzada, bien conservado, está compuesta por piedras grandes, ocasionalmente cuadradas, y descansa directamente  sobre las losas del techo de las cámaras huecas.
Dado que el Gönen Çayı discurre cerca de la ladera oeste del valle, el estribo occidental es comparativamente corto. Sus dos bóvedas de arco, solo una de las cuales tiene forma semicircular, fueron construidas con ladrillo, con las dovelas exteriores alternando entre grupos de piedra y ladrillo, al igual que en el puente de Makestos. La rampa este de 58 m de largo descansa sobre cinco arcos de tamaño decreciente.  En el acceso se encuentran los restos de una exedra en ladrillo alrededor de la cual se bifurca el camino, alineación que también se encuentra en el puente de Sangarius. Junto a la exedra se encuentra una piedra cilíndrica de 80 cm de altura que pudo haber sido utilizada para registrar reparaciones.